# 唐州 (唐朝)
唐州，中国古代的州。
唐朝贞观九年（635年）改显州置，治所在比阳县（今河南省泌阳县）。辖境约当今河南省泌阳、桐柏、社旗、方城、唐河等县地。天宝初改置淮安郡，乾元初复名唐州，天祐三年（906年）移治泌阳县（今河南省唐河县），后改名泌州。五代后唐改名广州，后晋改名泌州，后汉复名唐州。金朝时，户一万一千三十一。领四县、四镇：泌阳县（胡阳镇）、比阳县（羊棚镇）、湖阳县（罗渠镇）、桐柏县（许封镇）。元朝时，属南阳府，辖泌阳县。明朝洪武二年（1369年）废泌阳县入唐州，十三年（1380年）废唐州。
| 隋代行政区划变遷 | 隋代行政区划变遷 | 隋代行政区划变遷     | 隋代行政区划变遷 | 隋代行政区划变遷 | 隋代行政区划变遷 | 隋代行政区划变遷 | 隋代行政区划变遷 | 隋代行政区划变遷 | 隋代行政区划变遷                                        |
| 区划             | 開皇元年         | 開皇元年             | 開皇元年         | 開皇元年         | 開皇元年         | 開皇元年         | 開皇元年         | 区划             | 大業3年                                                 |
| ---------------- | ---------------- | -------------------- | ---------------- | ---------------- | ---------------- | ---------------- | ---------------- | ---------------- | ------------------------------------------------------- |
| 州               | 郢州             | 郢州                 | 郢州             | 唐州             | 鄀州             | 基州             | 基州             | 郡               | 竟陵郡                                                  |
| 郡               | 石城郡           | 漢東郡               | 滶川郡           | 遂安郡           | 武寧郡           | 章山郡           | 上黄郡           | 县               | 長寿县 藍水县 滶川县 漢東县 清騰县 乐乡县 丰乡县 章山县 |
| 县               | 長寿县           | 藍水县 滶水县 上蔡县 | 滶川县 滶陂县    | 梁安县           | 乐乡县 武山县    | 丰乡县           | 禄麻县           | 县               | 長寿县 藍水县 滶川县 漢東县 清騰县 乐乡县 丰乡县 章山县 |

| 唐朝唐州辖县 | 唐朝唐州辖县                                                                   |
| ------------ | ------------------------------------------------------------------------------ |
| 622年        | 枣阳县、舂陵县（废除清潭县）                                                   |
| 627年        | 枣阳县（湖阳县来属，废除舂陵县）                                               |
| 635年        | 与显州合并，下辖比阳县（治所）、桐柏县、平氏县、慈丘县、方城县、枣阳县、湖阳县 |
| 636年        | 比阳县、桐柏县、平氏县、慈丘县、方城县、湖阳县（枣阳县改属隋州）               |
| 715年        | 比阳县、桐柏县、平氏县、慈丘县、湖阳县（方城县改属仙州）                       |
| 725年        | 比阳县、桐柏县、平氏县、慈丘县、湖阳县（增上马县）                             |
| 733年        | 比阳县、桐柏县、平氏县、慈丘县、湖阳县、上马县（方城县来属）                   |
| 742年        | 比阳县、桐柏县、平氏县、慈丘县、湖阳县、上马县（改为泌阳县）、方城县           |
| 769年        | 比阳县、桐柏县、平氏县、慈丘县、湖阳县、泌阳县（方城县改属仙州）               |
| 770年        | 比阳县、桐柏县、平氏县、慈丘县、湖阳县、泌阳县（方城县来属）                   |
| 817年        | 比阳县、桐柏县、平氏县、慈丘县、湖阳县、泌阳县、方城县（遂平县来属）           |
| 821年        | 比阳县、桐柏县、平氏县、慈丘县、湖阳县、泌阳县、方城县（遂平县改属蔡州）       |
| 906年        | 泌阳县（改治）、比阳县、桐柏县、平氏县、慈丘县、湖阳县、方城县                 |

唐朝唐州刺史
- 张德言（贞观年间）
- 郑福祥（贞观年间）
- 周仲隐（647年—649年）
- 乐彦玮（龙朔年间）
- 元义端（唐高宗时）
- 王千石（唐高宗、武后间）
- 王德玄（唐高宗、武后间）
- 皇甫乾遂（唐高宗、武后间）
- 李上善（690年）
- 李千里（天授年间）
- 魏正见（武周时）
- 韦铣（武周时）
- 高询（唐中宗时）
- 刘知柔（唐睿宗时）
- 侯莫陈起（开元前期）
- 白知节（725年）
- 窦希璬（开元年间）
- 李适之（开元年间）
- 高力牧（开元年间）
- 李如玉（开元年间）
- 李浦（开元末年）
- 张思鼎（739年）
- 淮安郡太守
- 崔晖（唐代宗时）
- 郑文简（大历年间）
- 刘子骞（建中年间）
- 薛翼（786年）
- 程志烈（贞元年间）
- 窦群（806年）
- 李道古（809年—811年）
- 浑镐（812年）
- 田秀诚（814年）
- 令狐通（815年）
- 高霞寓（815年—816年）
- 袁滋（816年）
- 阳旻（816年）
- 李进诚（817年）
- 令狐通（818年—819年）
- 桂仲武（819年）
- 韦彪（820年）
- 杨归厚（821年）
- 王翼（宝历、大和年间）
- 冯审（大和年间）
- 赵蕃（837年）
- 崔某（840年）
- 蒋係（会昌年间）
- 郑某（854年）
- 孟璲（大中年间）
- 杨戴（867年）
- 杨磻（871年）
- 赵匡凝（中和年间—892年）
- 赵匡璠（892年—898年）
- 孙审符（906年）
- 李玭